# John D. Craddock
John Durrett Craddock (* 26. Oktober 1881 in Munfordville, Hart County, Kentucky; † 20. Mai 1942 in Louisville, Kentucky) war ein US-amerikanischer Politiker. Zwischen 1927 und 1929 vertrat er den Bundesstaat Kentucky im US-Repräsentantenhaus.

## Werdegang
John Craddock besuchte die öffentlichen Schulen seiner Heimat. Während eines Aufstands auf den Philippinen und beim Boxeraufstand in China im Jahr 1900 war er dort als Soldat der United States Army eingesetzt. Zwischen 1904 und 1910 war er Eisenbahningenieur im Bereich des Panamakanals. Danach kehrte er nach Munfordville zurück, wo er sowohl in der Landwirtschaft als auch im Bankwesen tätig wurde. Zwischen 1910 und 1925 war er Mitglied im Ortsausschuss (Board of Trustees) seiner Heimatstadt. Im Jahr 1922 war Craddock Mitgründer der Burley Tobacco Growers Association, als deren Vorsitzender er zwischen 1922 und 1941 fungierte. Von 1922 bis 1928 saß er in der Kommission zur Betreuung des Mammoth-Cave-Nationalparks.
Politisch war Craddock Mitglied der Republikanischen Partei. Bei den Kongresswahlen des Jahres 1928 wurde er im vierten Wahlbezirk von Kentucky in das US-Repräsentantenhaus in Washington, D.C. gewählt, wo er am 4. März 1929 die Nachfolge von Henry D. Moorman antrat. Da er bei den Wahlen des Jahres 1930 dem Demokraten Cap R. Carden unterlag, konnte er bis zum 3. März 1931 nur eine Legislaturperiode im Kongress absolvieren. Diese war von der Weltwirtschaftskrise geprägt.
In den Jahren 1931 und 1932 arbeitete er im Außendienst des Federal Farm Board. Danach war er zwischen 1933 und 1934 für die Kentucky Blue Grass Cooperative Association tätig. Von 1934 bis 1935 amtierte er als Kämmerer im Hart County. Seit 1939 arbeitete Craddock für die staatliche Landwirtschaftskommission von Kentucky. Er starb am 20. Mai 1942 in Louisville und wurde in Munfordville beigesetzt.